# Saint-Priest (Creuse)
Saint-Priest ist eine Gemeinde im Zentralmassiv in Frankreich. Sie gehört zur Region Nouvelle-Aquitaine, zum Département Creuse, zum Arrondissement Aubusson und zum Kanton Évaux-les-Bains.

## Geographie
Die Gemeinde grenzt im Norden an Tardes, im Osten an Sannat, im Südosten an Mainsat, im Süden an La Serre-Bussière-Vieille, im Südwesten an Peyrat-la-Nonière und im Westen an Le Chauchet. Das Gemeindegebiet wird vom Flüsschen Valette durchquert, im Westen verläuft die Tardes und im Osten die Méouze.

## Geschichte
Folgende frühere Ortsnamen sind bekannt:
- Villa Sancti-Prejecti (1202)
- Saint Prest (1611)
- La Républicaine (während der Revolution)

### Bevölkerungsentwicklung
| Jahr      | 1962 | 1968 | 1975 | 1982 | 1990 | 1999 | 2008 | 2013 |
| --------- | ---- | ---- | ---- | ---- | ---- | ---- | ---- | ---- |
| Einwohner | 407  | 351  | 311  | 258  | 230  | 192  | 171  | 160  |

## Sehenswürdigkeiten
- ehemalige Kirche Saint-Martin-de-Brive

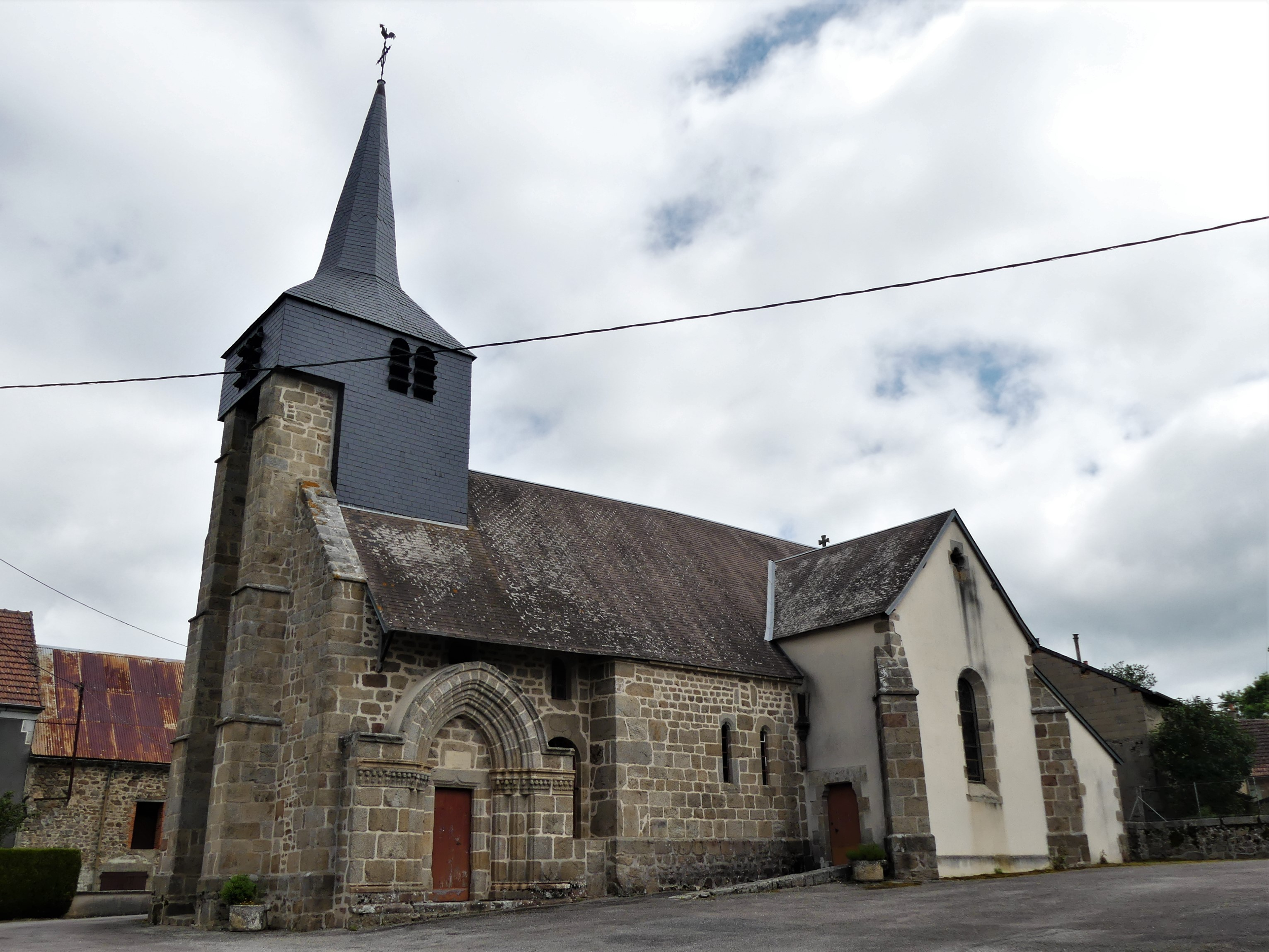
Ehemalige Kirche Saint-Martin-de-Brive